# Gabriel María Ybarra de la Revilla
Gabriel María Ybarra de la Revilla (Bilbao, 5 de abril de 1877-1951) fue una personalidad vizcaína, político, miembro de la influyente y acaudalada familia industrial de los Ybarra que, en 1910, fundan El Pueblo Vasco.

## Biografía

### Origen familiar
Destacado miembro de la familia Ybarra, una de las más influyentes en Vizcaya durante los siglos XIX y XX. Desde sus orígenes vinculados al comercio del hierro entre las minas y las ferrerías, invirtieron en fábricas de transformación, primero en Cantabria y luego en Bizkaia. Sus intereses se expandieron de los negocios mineros y siderúrgicos a los ferroviarios y financieros a mediados del siglo XIX. Desde aquí, por medio de su considerable fortuna, intervinieron de forma fundamental en el desarrollo económico vasco. Algunos de sus miembros se distinguieron en política, aprovechando las características del sistema de la Restauración. José Antonio Ybarra de los Santos (1774-1849) fue el fundador de la saga. Sus hijos Juan María (1809-1887) y Gabriel Mª Ybarra Gutiérrez de Cabiedes (1814-1890) fueron los que continuaron con su obra y engrandecieron el negocio familiar, junto con su cuñado Cosme Zubiría (1808-1882), casado con su hermana Prudencia Ybarra. Los padres de nuestro biografiado fueron Fernando Luis Ybarra Arámbarri, nacido en Bilbao en marzo de 1844, hijo de Gabriel Mª Ybarra Gutiérrez de Cabiedes y casado con María Nicolasa de la Revilla Ingunza, nacida en Santander, en 1854, e hija, a su vez, de Gregorio María de la Revilla Olavarría, quien fuera alcalde de Bilbao (1891-1893), y María Eulalia Ingunza Libarona. Quedó huérfano de padre en 1888, o los 11 años, cuando estudiaba en Bilbao, por lo que sus asuntos los llevó su tío José de Vilallonga, casado con su tía Rafaela Ybarra, fundadora de los Ángeles Custodios. Su influencia se puede apreciar en su colaboración con entidades benéficas: destacando su papel fundamental en la creación del reformatorio de Amurrio, en colaboración de su hermano Fernando, y de la Asociación Vizcaína de la Caridad. Casó con Elvira Bergé Salcedo, nacida en Bilbao en noviembre de 1885, hija de Ramón Bergé Guardamino, gran amigo de Maura y verdadero experto en la organización de elecciones. La madre de la novia fue la bilbaína, nacida en julio de 1855, Carmen Cuadra Salcedo Zabálburu. Gabriel Ybarra fue un asiduo colaborador de su hermano mayor Fernando Ybarra, el marqués de Arriluce, aunque él no quiso aceptar el ofrecimiento de título nobiliario que sí admitió su hermano.

### Estudios y Diputado en el Congreso
Estudió el bachillerato en Bilbao y luego Filosofía y Letras en Deusto, aunque se tituló en la Universidad de Salamanca en noviembre de 1896 con una nota final de sobresaliente. En cambio, en su título de licenciatura en Derecho, también por Salamanca, en junio de 1899, obtuvo una calificación de sobresaliente. Abandonó pronto el ejercicio de la abogacía y se inició en la política como independiente obteniendo en 1910 y 1914 el escaño de diputado en Cortes por Vergara (Guipúzcoa), bajo el patrocinio del integrista Tirso de Olazábal. En su primer discurso a la Cámara, el 18 de julio de 1910, se presentó como católico independiente, criticó al gobierno de Canalejas por su política religiosa que limitaba el número de congregaciones religiosas (“ley del candado”). A mediados de octubre de 1910 defendió en el Congreso la ortodoxia españolista de la Universidad de Deusto frente a las acusaciones del ministro de Fomento, el donostiarra Fermín Calbetón, que se pronunció en el sentido de que esta universidad era el vivero del bizkaitarrismo. En 1914 Gabriel Ybarra consiguió renovar su escaño por Vergara en dura pugna con el también monárquico Luis de Olaso y el republicano Enrique Ocio, arrostrando el inconveniente de no ir en el encasillado del Ministerio de Gobernación, puesto que el presidente del gobierno era Dato, enemigo de Maura tras la escisión conservadora. En 1916 no volvió a presentarse a las elecciones, concentrándose en El Pueblo Vasco y en el Tribunal Tutelar de Menores.

### El Pueblo Vasco, periódico maurista
Fundó con su hermano Fernando El Pueblo Vasco el 1 de mayo de 1910, junto con diversas personalidades del campo conservador en colaboración con Rafael Picavea, dueño del diario homónimo guipuzcoano creado en 1903. Este periódico encabezó la línea dinástica del catolicismo durante la polémica intercatólica de 1911 frente al vaticanismo antidinástico de José M.ª de Urquijo en La Gaceta del Norte. El 14 de junio de 1911, cuando El Pueblo Vasco bilbaíno lleva trece meses en la calle, se constituye la “Sociedad Civil El Pueblo Vasco de Bilbao”, que va a durar 28 años, hasta su disolución en agosto de 1939. El Pueblo Vasco fue una empresa ruinosa, pero que mantuvieron los Ybarra como órgano de opinión del conservadurismo católico. Gabriel, de hecho, fue el presidente del consejo de administración del periódico desde julio de 1915, una vez desplazado Rafael Picavea. En un Bilbao de 93.000 habitantes que lee cinco periódicos, Echevarría dirige El Noticiero, Lafarga, El Porvenir Vasco, Aranaz Castellanos, El Liberal, y Tomás Camacho, El Nervión. En La Gaceta del Norte, “Desperdicios” sienta cátedra de humor y de polemista terrible. En este ambiente cuaja la idea de fundar un diario que, siendo vascongado, defienda la unidad nacional, el signo monárquico y otras cosas. Se han empeñado en ello los hermanos Gabriel, Fernando y Emilio Ybarra. De los tres, destaca la personalidad de Gabriel, cuya preocupación por lo social se proyectó en una obra ingente y ejemplar: los tribunales tutelares de menores. Una tarde, Rafael Picavea, propietario de El Pueblo Vasco de San Sebastián, recibe en su despacho a Gabriel y Fernando Ybarra. Escucha sus proyectos, perfectamente madurados ya, y acepta de buen grado la idea de fundar un periódico en Bilbao con el mismo nombre que el suyo. Picavea tiene vinculaciones bilbaínas, no solo por familia, sino por lo que entonces se denomina “intereses materiales (consejero fundador del Banco de Vizcaya). Picavea ofrece al señor Ybarra un joven periodista irunés, de treinta años, cargado de ilusión y logros felices, llamado Juan de la Cruz Elizondo, como director del nuevo periódico (ya lo era de El Pueblo Vasco, de San Sebastián). A fin de atender a los gastos fundacionales se crea una comunidad de bienes en la que, por mantener la independencia del partido, no figurarían como propietarios ni Fernando, ni Gabriel Ybarra; sin embargo, serán ellos con el otro hermano, Emilio, quienes sufraguen los primeros gastos. A la iniciativa se suman Luciano Zubiría, José María Saracho, José Zayas, José Martínez Carande y José Luis Goyoaga, que formarán parte del consejo de administración. Estaba en puertas el alumbramiento de El Pueblo Vasco, de Bilbao. Un lujo útil de los Ybarra, un periódico impecable. Durante veintiocho años de existencia, no sólo no ganó dinero, sino que perdió demasiado. Un periódico católico, españolista, monárquico y ferviente defensor del maurismo. Luis Bello, en un artículo aparecido el 16 de marzo de 1935, en la revista Política, dijo refiriéndose al El Pueblo Vasco: “Es un periódico metalúrgico y monárquico que sigue renovando su fe en la Corona y que vive el milagro de todos los periódicos sin lectores”.

### La modernización de la derecha vasca
Participó con su hermano Fernando en la fundación del Partido Conservador de Bilbao en 1909, y desde 1913, con el cisma conservador, también él se hizo maurista. Participó asimismo con su hermano Fernando en el viaje que hicieron con Goyoaga para conseguir en Roma la autorización papal para la entrada en política de los católicos, materializada en las “normas pontificias” de 1911. Su postura, al igual que la de su hermano, se desliga de la “unión de los católicos” preconizada por el obispo de Vitoria o por José María de Urquijo, primo suyo, y tiende hacia la construcción de un bloque conservador más acorde con los tiempos. Hay que tener en cuenta que los hermanos Ybarra Revilla fueron unos modernizadores de la labor política, con una estructura definida como partido –no como una mera oficina electoral como era “la Piña”–, dotado de una comisión electoral y de propaganda y un secretariado del pueblo. Sus juventudes llevaron la lucha política a la calle y fueron muy activas, además de servir de escuela a personas con trayectoria política intensa como José Félix de Lequerica. Además fueron capaces de aglutinar a los católicos en una fuerza política estructurada alrededor del conservadurismo y de Maura, en la defensa posible del catolicismo en un Estado que permitía la libertad de cultos y la separación de la Iglesia. La labor de ganarse a la jerarquía por medio de las “normas pontificias” fue el golpe maestro que permitió a muchos, antes integristas e incluso carlistas, integrarse en las fuerzas conservadoras, lo cual no fue óbice para que los católicos antidinásticos, opuestos al turno de partidos, les hicieran objeto de sus reproches y críticas. Desde el cisma conservador de 1913 la mayoría del conservadurismo vizcaíno se hizo maurista, encabezado por los hermanos Ybarra. Desde aquí se separó del Partido Conservador y desarrolló una gran labor de propaganda en persecución de la limpieza del sufragio y la atracción de las «masas neutras» en defensa de las tradiciones, del catolicismo y de la preocupación por la cuestión social. Su vinculación con Maura fue directa; de hecho, cuando el político mallorquín abandonó el Congreso en la sesión en que se votó el mensaje de la Corona de 1914, Gabriel Ybarra le acompañó, junto con su hermano Fernando y otros 24 diputados.

### El tribunal tutelar de menores
Además de su labor política, un elemento fundamental en la vida de Gabriel Ybarra fue su dedicación a las obras benéficas en las que fue un avanzado en su época. Ya hemos comentado la influencia de su tía Rafaela Ybarra, con la que se criaron sus hermanos y él al quedar huérfanos, en estas labores. De hecho, su apartamento de la política, por lo menos relativo, por cuanto siguió utilizando la prensa en beneficio del maurismo local, fue debido a su concentración en su trabajo empresarial, que no abandonó, y en sus intensos trabajos en labores benéficas y educativas. En Gallarta, en 1909 participó en la fundación de un colegio de los Hermanos de los Escuelas Cristianas. Dos años antes, su madre había subvencionado su construcción sobre terrenos cedidos por la Orconera. En el de Gallarta, Gabriel, con su hermano Emilio y Luciano Zubiría, pagaron el solar. Sin embargo, las obras de su vida fueron los tribunales tutelares de menores y su centro de acogida en la Casa-Reformatorio de Amurrio, elementos verdaderamente innovadores en el contexto de la atención social de la época en España. Su función no era nueva, desde luego, como era acoger y reformar a niños y jóvenes que habían sucumbido a la delincuencia, pero sus formulaciones sí fueron nuevas. Sus antecedentes familiares –su abuelo Gabriel María, su padre Fernando Luis, su tía Rafaela– le inclinaron a preocuparse por el tema de la delincuencia juvenil y la posible regeneración de los jóvenes. Algunos de sus profesores de Deusto, los jesuitas Claudio García Herrero y Julián Pereda, le apoyaron en la creación del reformatorio en Amurrio en 1917 (San Salvador, regido por los capuchinos). Fruto de su amistad con Montero Ríos y con Maura fue la ley de tribunales para niños de 1918 y la creación del primer tribunal tutelar de menores de España, en Bilbao, el 11 de febrero de 1920. A este siguieron los de Tarragona, Barcelona, Zaragoza, San Sebastián, Murcia, Vitoria y Valencia. A la muerte de Montero Ríos (1923), Ybarra, junto con Ramón Albó, presidente del tribunal de menores de Barcelona, entró a formar parte del Consejo Superior de Protección de la Infancia, luego Consejo Superior de Protección de Menores, alcanzando la presidencia del mismo. En 1930 fundó la Unión Nacional de Tribunales de Menores de la que también fue Presidente. Esta tarea fue desde entonces su principal preocupación tomando parte en toda clase de asambleas, cursos de educadores y en las modificaciones posteriores de la ley, hasta la Segunda República, y las efectuadas tras la guerra para lo que visitó las instituciones europeas homólogas a la suya. Muchas de sus ideas y experiencias las plasmó en libros y conferencias. En otro orden de actividades sociales, en consonancia con su posición económica, fue uno de los miembros fundadores del Real Sporting Club; de hecho la primera sede del club, antes de tener su sede flotante, fue una casa en Zorroza propiedad de los dos hermanos Ybarra Revilla y de Luis Briñas. Fue también miembro de la Sociedad Bilbaína y del club de golf de Neguri.

### La guerra civil
El comienzo de la Guerra Civil le sorprendió de vacaciones en San Sebastián, por lo que pudo evitar el destino trágico de su hermano y bastantes más familiares y amigos. Su periódico, El Pueblo Vasco, fue cerrado por el gobierno de Euskadi en diciembre de 1936. Terminada la guerra en el norte, en abril de 1938, volvería a aparecer como El Correo Español-El Pueblo Vasco, germen de uno de los grupos de comunicación más importantes en la actualidad.